# Stjernetegnsfilm
Stjernetegnsfilmene er en filmserie på seks danske erotiske film, der havde premiere mellem 1973 og 1978. Alle filmene havde Ole Søltoft i hovedrollen, og fem af dem blev instrueret af Werner Hedman. Handlingen har genretræk fra lystspillet og den danske folkekomedie. Filmene blev produceret af Happy Film ledet af Anders Sandberg, søn af Henrik Sandberg fra Merry Film. Stjernetegnsfilmene havde spredte indslag af hardcore porno og serien var dermed mere eksplicit pornografisk end sengekantserien fra det konkurrerende selskab Palladium, der kun havde hardcore-sexscener i to af filmene.
Serien fik en uofficiel fortsættelse med den svenskproducerede pornokomedie I vädurens tecken (I Vædderens tegn, 2006), instrueret af Mike Beck og indspillet i Danmark med en kombination af danske og svenske skuespillere. Filmens humor er ganske tæt på de oprindelige Stjernetegnsfilm.
I 2021 udkom bogen Danmark på sengekanten af filmhistorikeren Brian Iskov, der omhandlede sengekant- og stjernetegnserierne, deres tilblivelse og de medvirkendes videre karriere.

## Filmene i serien
- I Jomfruens tegn (1973)
- I Tyrens tegn (1974)
- I Tvillingernes tegn (1975)
- I Løvens tegn (1976)
- Agent 69 Jensen i Skorpionens tegn (1977)
- Agent 69 Jensen i Skyttens tegn (1978)